# Lago Bujajal
A Laguna Bujajal é uma laguna localizada na Guatemala, cuja cota de altitude é somente de 2 metros acima do nível do mar. Apresenta uma área de 8.24 quilómetros quadrados. Localiza-se no departamento de Izabal, no município de El Estor.